# Мольетс-э-Маа
Мольетс-э-Маа (фр. Moliets-et-Maa) — коммуна на юго-западе Франции в департаменте Ланды (регион Аквитания).
Коммуна расположена на территории заповедных ландских лесов на полпути между Мимизаном и Байонной; она включена в вереницу курортов, получивших название французского Серебряного берега.
Коммуна была образована в период между 1790 и 1794 годом путём слияния селений Мольетс и Маа.
В посёлке Мольетс имеется церковь, а в посёлке Маа построена часовня.
Селение Мольетс можно назвать типичной ландской деревушкой на побережье Атлантического океана, численность населения которой поднимается примерно с 1000 человек вне сезона до 28 000 человек в летние месяцы. Она расположена в крупном лесном массиве приморской сосны, в котором устроена густая сеть тропинок, гуляя по которым можно обнаружить старинные прачечные, родники и часовню Маа.
На территории коммуны имеется два пляжа; один обслуживается с мая по конец сентября, а второй — в июле и августе.
Находясь на главном пляже можно наблюдать за устьем ручья Уше. Пейзаж здесь постоянно меняется благодаря приливам и отливам. Пройдя по тропинке, проложенной вдоль устья ручья, можно попасть на территорию Заповедника ручья Уше, где обширно представлена пышная тропическая растительность.
В коммуне устроена площадка для гольфа с двумя дистанциями, а также 16 теннисных кортов, два из которых крытые.
В Мольетсе жил французский поэт и журналист Морис Мартен, давший название Серебряный берег 230-километровой полосе атлантического побережья в Аквитании; улица, где он жил, в наше время названа его именем.